# Société d'études techniques et économiques
 (mai 2023).
L'article doit être relu — et modifié si nécessaire — par des contributeurs indépendants pour apporter un regard critique aux contributions effectuées en violation des conditions d'utilisation de Wikipédia, tant sur la forme (notamment concernant le style encyclopédique, la proportionnalité) que sur le fond (la neutralité de point de vue, la qualité et l'indépendance des sources).
 (mai 2016).
Si vous disposez d'ouvrages ou d'articles de référence ou si vous connaissez des sites web de qualité traitant du thème abordé ici, merci de compléter l'article en donnant les références utiles à sa vérifiabilité et en les liant à la section « Notes et références ».
Le groupe Setec est un groupe d'ingénierie pluridisciplinaire français. Il a été créé en 1957.

## Histoire
Créé en 1957 de la passion pour l'ingénierie de ses fondateurs, Henri Grimond et Guy Saias setec relève les défis des plus grands projets de bâtiment, d'infrastructure, d'environnement ou d'aménagement urbain depuis plus de 60 ans. 
setec est un acronyme de Société d'Études Techniques et ÉConomiques.
Quelques étapes marquantes du parcours de setec:
- 1957-1994: Tunnel sous la Manche
- 1965: Plan des transports de la Côte d'Ivoire
- 1985: Mise en service de la ligne 1 du tramway de Tunis
- 1998: Cœur Défense
- 2001: Viaduc de Millau
- 2009: EPR de Flamanville puis Hinkley Point
- 2011 et 2018: Implantation au Brésil, puis en Colombie
- 2014-2021: Métro de Riyad
- 2014: Grand Paris Express et inauguration de la Fondation Louis Vuitton
- 2016: LGV Est-européenne
- 2017: LGV Bretagne - Pays de la Loire
- 2021: Création de setec Afrique et mise en service commerciale du TER de Dakar

À partir des années 1960, l'entreprise s'organise peu à peu en différentes filiales et se développe à l'international. 
Dans les années 1970, le groupe s'installe dans les tours Gamma, sur les quais de Seine, à Paris, qui restera le siège du groupe jusqu'en 2011. À l'été 2011, toutes les filiales du groupe sont réunies en un seul endroit, quai de la Rapée Paris XII.

## Compétences et organisation
Animés par l'esprit Ingénieurs et Citoyens, les 3500 collaborateurs du Groupe partagent l'ambition d'apporter des solutions aux défis et grandes transitions d'aujourd'hui et de demain.  
Les compétences du groupe setec s'étendent dans de nombreux domaines, offrant une gamme de prestations assez large. Les principales compétences du groupe sont réparties dans ses filiales :
- Diadès (diagnostic de structures)
- setec hydratec (ingénierie de l'eau et des sites et sols pollués)
- setec organisation (conseil, management de projet) depuis 1970
- Lerm (laboratoire d'études et de recherche sur les matériaux, créé en 1988) depuis le 15 novembre 2010.
- setec eocen (gestion de projets)
- setec opency (OPC)
- setec als (aménagements linéaires et structures)
- setec bâtiment et Serige (ingénierie des bâtiments publics, tertiaires et hôpitaux)
- setec énergie environnement (déchets, aménagement et développement du territoire) depuis juillet 2013 (fusion de partenaires développement et de setec novae, anciennement cadet international)
- setec ferroviaire (ingénierie du ferroviaire) et sa filiale sotec spécialisée dans les études caténaires et mécaniques depuis le 2 mai 2011
- setec international (économie, transports et études générales)
- setec in vivo (océanographie et ingénierie spécialisé dans le domaine marin et littoral) depuis mars 2016.
- setec is (conseil télécom et systèmes d'information)
- Setec its (systèmes de transports intelligents)
- setec tpi (travaux publics et industriels)
- sotec (études d'exécutions pour l'infrastructure ferroviaire)
- terrasol (géotechnique, hydrologie, géohydrologie)

Le groupe est également organisé en filiales internationales :
- Planitec GMBH (Allemagne)
- setec CH (Suisse)
- setec consulting engineers LTD (UK)
- setec tpi Greek Branch
- Viziterv Consult (filiale hongroise)
- Alpin (Moyen Orient)
- setec Egypte
- setec KSA (Arabie Saoudite)
- setec MTP (Tunisie)
- setec Afrique
- setec ia (Sénégal)
- setec infra Gabon
- setec Congo
- setec Mauritius
- setec Cameroun
- setec Canada Inc.
- Setec MIS (Tunisie)
- Setec Maroc (filiale marocaine)
- setec hidrobrasileira[2] depuis janvier 2012 (filiale brésilienne)
- setec Gomez Cajiao (filiale Colombienne)
- Setec Monaco depuis juillet 2014

## Chiffres clés
| Années                   | 2000 | 2001 | 2002 | 2003 | 2004  | 2005  | 2006  | 2007  | 2008  | 2009  | 2010  | 2011  | 2012  | 2013  | 2014  | 2015  |
| ------------------------ | ---- | ---- | ---- | ---- | ----- | ----- | ----- | ----- | ----- | ----- | ----- | ----- | ----- | ----- | ----- | ----- |
| Chiffre d'affaires en M€ | 105  | 105  | 110  | 112  | 125   | 129   | 134   | 143   | 170   | 186   | 201   | 235   | 250   | 265   | 254   | 253   |
| Effectifs du groupe      | 870  | 900  | 950  | 961  | 1 017 | 1 100 | 1 200 | 1 300 | 1 500 | 1 700 | 1 900 | 2 100 | 2 200 | 2 400 | 2 400 | 2 400 |

## Projets phares
Les grands projets connus du public auquel le groupe Setec a participé sont par exemple :
- le tunnel sous la Manche,
- la Fondation Louis Vuitton,
- le viaduc de Millau,
- l'autoroute de la Maurienne et le tunnel du Fréjus,
- les lignes à grande vitesse Rhin-Rhône, Est-Européenne, Bretagne-Pays-de-Loire, et Nîmes-Montpellier
- l'opéra de Pékin,
- les tours Cœur Défense,
- le tramway T3 d'Île-de-France

et bien d'autres infrastructures et aménagements publics ou privés.